# Senoculus albidus
Espèce
Synonymes
- Labdacus albidus F. O. Pickard-Cambridge, 1897

Senoculus albidus est une espèce d'araignées aranéomorphes de la famille des Senoculidae.

## Distribution
Cette espèce est endémique du Brésil.

## Publication originale
- F. O. Pickard-Cambridge, 1897 : On cteniform spiders from the lower Amazons and other regions of North and South America, with a list of all known species of these groups hitherto recorded from the New World. Annals and Magazine of Natural History, sér. 6, vol. 19, p. 52-106 (texte intégral).